# Raputia szczerbanii
Raputia szczerbanii är en vinruteväxtart som först beskrevs av Julian Alfred Steyermark, och fick sitt nu gällande namn av J.A. Kallunki. Raputia szczerbanii ingår i släktet Raputia och familjen vinruteväxter. Inga underarter finns listade i Catalogue of Life.